# FLMASK
FLMASK（エフエルマスク）は、Microsoft Windows上で動作する写真編集ソフトウェアである。
Windows 3.1およびWindows NT 4.0向け（16ビット版）をFLMASK、Windows 95、Windows 98,Windows NT 4.0向け（32ビット版）はFLMASK32と称している。
後述する、わいせつ図画公然陳列の幇助罪にて作者が逮捕され、有罪となった事件で知られる。

## 概要
主にモザイク処理を行うソフトウェアであり、Q0マスク、winマスク、MEKOマスク、FLマスク、CPマスクの五種類のモザイク処理が可能である。JPEGおよびBMP画像に対応しており、JPEG画像のビュワーとしても利用可能。またモザイク処理された画像を再構築することでモザイク部分を復元できる機能がある。

## 歴史
1996年にミシン会社の社員であったGenesisが開発し、8月に公式のサポート＆販売ページにて公開。シェアウェアで価格は1,500円であり、1997年4月までに2万本以上を売り上げた。
1997年4月11日に作者が逮捕されたことにより、有名なソフト紹介サイトである窓の杜やNiftyでの掲載が削除され、また、しばらくの間ユーザー登録ができない状態であったが、1997年6月以降はNiftyでの再配布と送金代行が復活した。なお、現在FLMASKを公式にダウンロード購入できるサイトは存在しないようである。

## FLMASK事件
この事件の背景として、1996年はインターネット上でのわいせつ画像の取締りが厳しく行われ始めた時期であった。1996年2月1日に日本のインターネット史上初めての逮捕者（わいせつ図画公然陳列容疑）が出て以降 、日本国内のサーバーから猥褻画像を配信し逮捕される事件が複数起こっており、また、1997年02月には海外のサーバーからの配信者も逮捕されている。
そのような中、上記の海外サーバーからのわいせつ画像配信の幇助容疑により、1997年4月11日に作者がわいせつ図画公然陳列幇助容疑で逮捕された 。
容疑はFLMASKを開発したことによるものではなく、モザイク処理されたわいせつ画像へのリンクを張っていたことを根拠とするものであったため、リンクを張る行為をもって罪に問えるのかどうかという点で多くの議論を呼んだ。なお、リンクを張る行為自体が罪に問われないことは、1996年10月に猥褻サイトにリンクを張った容疑で逮捕された事件が起訴猶予となったことで当時既に確定していた。
2年7か月に渡る裁判の結果、2000年3月30日に大阪地裁は懲役1年執行猶予3年の有罪判決が下り、上告しなかったために刑が確定した。
2009年10月現在、日本においてソフトウェアの製作者が逮捕された事件は当事件とWinny製作者の2件のみである。また、世界でもソフトウェア開発者が逮捕された例は、韓国のファイル共有ソフトsoribadaの開発者などの数例を除いてほとんどない。